# Elżbieta Bareja
Elżbieta Maria Bareja (ur. 24 lipca 1933 w Warszawicach, powiat Garwolin, województwo warszawskie) – polska geolog, doktor nauk przyrodniczych. Specjalistka w zakresie geologii złóż surowców mineralnych.

## Młodość
Urodzona w rodzinie nauczycielskiej, z domu Wanecka. Szkołę podstawową ukończyła w 1947 w Brzuskowoli, pow. Garwolin. W 1951 otrzymała świadectwo maturalne po ukończeniu szkoły ogólnokształcącej stopnia licealnego w Garwolinie.
W tym samym roku rozpoczęła studia na Wydziale Geologii Uniwersytetu Warszawskiego, na kierunku stratygraficzno-poszukiwawczym. Studia ukończyła w 1956 dyplomem magistra geologii stratygraficzno-poszukiwawczej. Pracę dyplomową pt. Zdjęcie geologiczne okolic Bobrowca w Tatrach wykonała pod kierunkiem prof. Kazimierza Guzika. Będąc studentką pracowała w latach 1953–1956 jako zastępca asystenta w Katedrze Geologii Dynamicznej u prof. Edwarda Passendorfera.

## Praca zawodowa w przemyśle
W latach 1957–1963 pracowała w Laboratorium Mineralogicznym w Zakładach Przemysłowych R-1 w Kowarach, które zajmowały się poszukiwaniem i eksploatacją złóż uranu w Polsce. Opracowywała zagadnienia mineralogiczne i petrograficzne obszarów poszukiwawczych oraz eksploatowanych w Sudetach złóż uranu. Współpracowała m.in. przy opracowywaniu dokumentacji geologicznej złoża uranu Grzmiąca.
W latach 1963-1968, z uwagi na służbowe przeniesienie męża do pracy w Łodzi, pracowała w Przedsiębiorstwie Hydrogeologicznym w Łodzi na stanowisku dokumentatora. Uzyskała uprawnienia geologiczne do sporządzania dokumentacji hydrogeologicznych oraz geologicznych dokumentacji kopalin stałych.

## W Państwowym Instytucie Geologicznym
Pracę w Instytucie Geologicznym w Warszawie podjęła w 1968, w Zakładzie Pierwiastków Rzadkich i Promieniotwórczych. W 1970 otrzymała stanowisko adiunkta i Kierownika Pracowni Badań Radiometrycznych. W 1972 została Kierowniczką Pracowni Złóż Pierwiastków Promieniotwórczych, powstałej z poprzedniej Pracowni.
W 1971 odbyła 5-miesięczny staż naukowo-techniczny we Francji, w dziedzinie poszukiwań złóż uranu.
W 1974 ukończyła podyplomowe studium mineralogii petrografii surowców mineralnych na Wydziale Geologiczno-Poszukiwawczym Akademii Górniczo-Hutniczej w Krakowie.
Podczas wieloletniej pracy w Instytucie Geologicznym uczestniczyła w wielu badaniach i pracach poszukiwawczych pierwiastków promieniotwórczych w Polsce. W latach 1972–1977 zajmowała się m.in. mineralizacją uranową w utworach górnokarbońskich południowo-wschodniej części Niecki Śródsudeckiej (rejon Głuszyca – Nowa Ruda), w utworach cechsztynu na obszarze monokliny przedsudeckiej oraz w pstrym piaskowcu syneklizy perybałtyckiej (rejon Krynicy Morskiej).
Najważniejszym obiektem badań Elżbiety Barei była jednak w tym czasie mineralizacja uranowa w łupkach dictyonemowych obniżenia podlaskiego. Efektem tych prac była dokumentacja geologiczna złoża rud uranu Rajsk w łupkach dolnego ordowiku, w rejonie Bielska Podlaskiego (północna część obniżenia podlaskiego). Dokumentacja ta wykonana została w 1976, wspólnie z Marianem Sałdanem i Ryszardem Strzeleckim. W 1977 uzyskała ona zespołową Nagrodę II Stopnia Państwowej Rady ds. Wykorzystania Energii Atomowej. Kilkuletnie badania podsumowano w 1977 opracowaniem Wyniki poszukiwań geologicznych złóż pierwiastków rzadkich na obszarze północno-wschodniej części obniżenia podlaskiego. Opracowanie to wyróżniono II miejscem w VI Konkursie na najlepsze opracowanie geologiczne w 1977 roku w resorcie Centralnego Urzędu Geologii, zorganizowanym przez Zarząd Oddziału Stowarzyszenia Inżynierów i Techników Górnictwa w Warszawie.
Po reorganizacji Instytutu Geologicznego w 1977, E. Bareja została Kierownikiem Pracowni Geologii Złóż Rud Pierwiastków Promieniotwórczych w Zakładzie Geologii Złóż Rud Metali. Do roku 1983 kierowała zespołem prowadzącym poszukiwania złóż rud uranu w utworach triasu syneklizy perybałtyckiej. Za wyniki tych badań w 1984 zespół otrzymał Nagrodę Prezesa Centralnego Urzędu Geologii. W latach 1977–1984 Elżbieta Bareja badała również wystąpienia uranu, toru i ziem rzadkich w ełckim masywie syenitowym oraz potencjał poszukiwań złóż rud uranu w łupkach walchiowych depresji śródsudeckiej w rejonie Wambierzyc, w woj. wałbrzyskim.
W 1979 uzyskała stopień doktora nauk przyrodniczych w zakresie geologii za pracę Petrografia łupków dictyonemowych i ich mineralizacja na obszarze obniżenia podlaskiego. Promotorem był doc. dr Marian Sałdan z IG, a recenzentami – prof. dr hab. Hubert Gruszczyk z AGH oraz doc. dr Henryk Pendias z IG. W 1984 otrzymała stopień Dyrektora Górniczego III stopnia.
W latach 1986–1988 współpracowała z Instytutem Geologicznym w Leningradzie w badaniach rudonośności utworów paleozoicznych i mezozoicznych zachodniej części Platformy Wschodnio-Europejskiej. W 1989, w Mariańskich Łaźniach, w Czechosłowacji, brała udział w konferencji zorganizowanej przez Międzynarodową Agencję Atomową z Wiednia. Jednym z tematów konferencji była mineralizacja uranowa w formacjach czarnych łupków w Polsce.
Wieloletnie badania mineralizacji uranowej czarnych łupków podsumowała wraz z Ryszardem Strzeleckim i Stanisławem Wołkowiczem w 1990 w opracowaniu Metalonośność formacji łupków czarnych w Polsce oraz określenie stopnia możliwości przemysłowego ich wykorzystania.
Pod koniec 1990 przeszła na emeryturę. Jest autorką i współautorką 22 prac publikowanych i 25 archiwalnych. Została odznaczona srebrną odznaką Zasłużony dla polskiej geologii (1985), Srebrnym Krzyżem Zasługi (1987) oraz Medalem 70-lecia Państwowego Instytutu Geologicznego (1989).

## Wybrane publikacje
- Bareja E., 1972, Geochemia uranu i niektórych pierwiastków towarzyszących w łupkach dictyonemowych północno-wschodniej Polski, Kwartalnik Geologiczny, t. 16, nr 4, Warszawa.
- Bareja E., 1973, Przejawy mineralizacji uranowej w górno karbońskich utworach niecki śródsudeckiej, Kwartalnik Geologiczny, t. 17, nr 4, Warszawa.
- Bareja E., Morawski W., Sałdan M., 1973, Mineralizacja uranowa w utworach cechsztyńskich na monoklinie przedsudeckiej, Kwartalnik Geologiczny, t. 17, nr 4, Warszawa.
- Bareja E., 1974, Wstępne wyniki badań geochemicznych dolnego ordowiku obniżenia podlaskiego, Kwartalnik Geologiczny, t. 18, nr 2, Warszawa.
- Bareja E., 1974, Mineralizacja siarczkowa w łupkach dictyonemowych obniżenia podlaskiego, Kwartalnik Geologiczny, t. 18, nr 2, Warszawa.
- Bareja E., 1977, Wyniki badań geochemicznych i mineralogicznych uranu w cechsztyńskich utworach miedzionośnych Lubin-Polkowice, Kwartalnik Geologiczny, t. 21, nr 1, Warszawa.
- Bareja E., 1977, Występowanie siarczków w łupkach dictyonemowych obniżenia podlaskiego, Kwartalnik Geologiczny, t. 21, nr 2, Warszawa.
- Bareja E., 1978, Metalonośność łupków dictyonemowych w NE części obniżenia podlaskiego, Kwartalnik Geologiczny, t. 22, nr 2, Warszawa.
- Bareja E., 1979, Wstępne wyniki badań mineralogicznych U-Th-TR-Nb w ełckim masywie syenitowym, Kwartalnik Geologiczny, t. 23, nr 4, Warszawa.
- Bareja E., 1980, Wyniki badań mineralogicznych uranu w utworach triasu syneklizy perybałtyckiej na tle znanych „piaskowcowych” złóż uranu, Kwartalnik Geologiczny, t. 24, nr 4, Warszawa.
- Bareja E., Sałdan M., Strzelecki R., 1980, Wstępne wyniki badań mineralizacji uranowej w utworach triasu w rejonie Krynicy Morskiej - Pasłęka, Kwartalnik Geologiczny, t. 24, nr 4, Warszawa.
- Bareja E., 1981, Minerały uranu w górno karbońskich utworach rejonu Nowej Rudy, Kwartalnik Geologiczny, t. 25, nr 2, Warszawa.
- Bareja E., Magdalena Jęczmyk, Jerzy Kanasiewicz, Lis J., Jerzy Miecznik, Sałdan M. 1982, Pierwiastki promieniotwórcze w Sudetach, Biuletyn Instytutu Geologicznego Nr 341, Warszawa.
- Bareja E., Stanisław Kubicki, 1983, Mineralizacja sjenitów ełckich w strefach przeobrażeń metasomatyczno-hydrotermalnych /NE Polska/, Kwartalnik Geologiczny, t. 27, nr 2, Warszawa.
- Bareja E., 1984, Minerały uranu w utworach triasu syneklizy perybałtyckiej, Kwartalnik Geologiczny, t. 25, nr 2, Warszawa.
- Bareja E., 1988, Możliwość zastosowania podziemnego ługowania uranu w złożach piaskowcowych metodą wiertniczą Przegląd Geologiczny, nr 5, Warszawa.